# サープリート・シン
サープリート・シン（Sarpreet Singh  ,  1999年2月20日 - ）は、ニュージーランド・オークランド出身のプロサッカー選手。ポジションはMF。

## 来歴
1999年にインド人の両親の下にオークランドで生まれる。2008年からオネハンガ・スポーツで過ごし、2013年にAリーグのウェリントン・フェニックスFCに入団。2015年にリザーブリーグに昇格。2016-17シーズン途中にトップチームに昇格し、2017年2月18日のメルボルン・シティFC戦でプロデビュー。
2017年6月1日にプロ契約を締結。3年契約を結んだ。2017-18シーズンは11試合4得点を記録。翌2018-19シーズンは、開幕節にベストイレブンに選出されるなど、先発に定着。リーグ戦26試合5得点を記録した。
2019年7月1日、FCバイエルン・ミュンヘンと3年契約を締結し、傘下のFCバイエルン・ミュンヘンIIに配属されることが発表された。
2020年8月8日、1.FCニュルンベルクへの1年間のローン移籍が発表。しかし、2021年1月29日にローン契約終了が発表され、バイエルンに復帰となった。7月6日にはSSVヤーン・レーゲンスブルクへのローン移籍が発表された。
2023年7月5日、ハンザ・ロストックに3年契約で移籍した。

## ニュージーランド代表
プロデビュー前の2015年から、U-20のニュージーランド代表でプレーし、FIFA U-20ワールドカップには2017年、2019年大会に出場。いずれもグループリーグ突破に貢献するなど、注目選手に名を連ねた。フル代表は2018年6月にインドで開催されたネルー・カップで代表デビュー。ケニア戦で代表初ゴールを決めた。